# Loretánská kaple v Děčíně
Zaniklá Loretánská kaple stála od 17. století uprostřed nynějšího Masarykova náměstí v Děčíně, v ose na ulici Myslbekovu.

## Historie
Loretánská kaple (Santa Casa) byla postavena v roce 1667 (nebo 1668,  případně 1668–1670). Jejím zakladatelem byl Maxmilián hrabě Thun-Hohenstein (1638–1701). Stála na děčínském náměstí, orientovaná od severozápadu k jihovýchodu, chráněna kuželkovou balustrádou a obklopena řadou topolů. V rozích balustrády byly sloupy se sochami Madony od sochaře Jana Jiřího Bendla. Nerovný terén pod kaplí byl upraven vyvýšenou terasovou podnoží. Stavba s průčelím pilastrolisénového typu na půdorysu obdélníka (11,7 x 7,2 metru) byla vysoká 9,6 metru.
Santa Casa sloužila jako thunovská pohřební kaple, její výstavba probíhala současně se stavebními pracemi na děčínském zámku v letech 1667–1673.

### Zánik
V roce 1868 byla kaple vyloupena a znesvěcena. Poté se v ní už bohoslužby nekonaly.
Roku 1885 byla kaple zbořena z důvodu uvolňování prostoru na hlavním náměstí. Hrabě František Antonín III. z Thun-Hohensteinu (1847–1916) si však vymínil, že městská rada nechá ze získaného stavebního materiálu vybudovat konvent pro milosrdné sestry Řádu sv. Kříže, které přišly do Děčína v roce 1883 a kterým hrabě věnoval pozemek u kostela sv. Václava a Blažeje. Na místě Lorety byla v roce 1907 zhotovena secesní kašna.
Z loretánské kaple se dochovala supraporta (zdobený vnitřek pole nad vchodem do kaple), která byla přenesena na hospodářskou budovu zámku v Jílovém u Děčína.
Balustráda a korintské sloupy od litoměřického kameníka Blažeje Steinbergera byly přepraveny do lesoparku pod Kvádrberkem. Tam byly architektonické prvky přeinstalovány a vzniklo polokruhové odpočinkové místo zvané Loretoruh (Loretánské zátiší).

## Seznam pohřbených
V kryptě Lorety bylo pochováno dvacet osob, mezi nimi stavebník Maxmilián, jeho tři manželky, třináct dětí a tři přivdané manželky. Před stržením Lorety byly rakve vyjmuty a 13. března 1885 uloženy v kryptě kostela Povýšení svatého Kříže v Křížové ulici. Rakve Maxmiliána Josefa, Josefa Arnošta, Evžena Josefa a Jindřišky Josefy byly natolik porušené, že musely být zhotoveny nové.

### Chronologicky podle data úmrtí (výběr)
V tabulce jsou uvedeny základní informace o pohřbených. Fialově jsou vyznačeni příslušníci rodu Thun-Hohensteinů, žlutě jsou vyznačeny přivdané manželky, pokud zde byly pohřbeny. Jméno Thun se uvádí už v polovině 12. století, možná ještě o století dříve, zde jsou však generace počítány až od Kryštofa Šimona z Thunu (1582–1635), který byl v roce 1604 přijat do říšského stavu svobodných pánů, v roce 1629 byl povýšen do stavu říšských hrabat a který jako první příslušník rodu získal rozsáhlé statky v Čechách. U manželek je generace v závorce a týká se generace manžela.
| Pořadí | Gene-race | Jméno pohřbeného                    | Datum a místo narození | Otec                                                                   | Datum a místo sňatku, choť                              | Pohřeb a uložení do hrobky                                | Poznámky |
| Pořadí | Gene-race | Jméno pohřbeného                    | Datum a místo úmrtí    | Matka                                                                  | Datum a místo sňatku, choť                              | Pohřeb a uložení do hrobky                                | Poznámky |
| ------ | --------- | ----------------------------------- | ---------------------- | ---------------------------------------------------------------------- | ------------------------------------------------------- | --------------------------------------------------------- | --- |
| 1.     | (3.)      | Marie Františka Emerencie z Lodronu | 1640                   | Kryštof z Lodronu                                                      | 24. 2. 1664: Maxmilián z Thun-Hohensteinu (č. 3)        |                                                           | Narodily se jí následující děti: - 1. Marie Anna Leopoldina, provd. z Montfort-Tettnangu (1664–1733) - 2. Jan Maxmilián Ondřej (1673–1701) |
| 1.     | (3.)      | Marie Františka Emerencie z Lodronu | 12. 5. 1679            | Barbora Kateřina ze Spauru                                             | 24. 2. 1664: Maxmilián z Thun-Hohensteinu (č. 3)        |                                                           | Narodily se jí následující děti: - 1. Marie Anna Leopoldina, provd. z Montfort-Tettnangu (1664–1733) - 2. Jan Maxmilián Ondřej (1673–1701) |
| 2.     | (3.)      | Marie Maxmiliána z Liechtensteinu   | 14. 8. 1659            | Hartmann z Liechtensteinu 9. 2. 1613 – 11. 2. 1686                     | 11. 8. 1680: Maxmilián z Thun-Hohensteinu (č. 3)        |                                                           | Narodily se jí následující děti: - 1. Marie Magdalena Antonie (1684–1744), jeptiška v Salzburgu - 2. Jan František Josef (1686–1720), pokračovatel rodu |
| 2.     | (3.)      | Marie Maxmiliána z Liechtensteinu   | 17. 7. 1687            | Sidonie Alžběta ze Salm-Reifferscheidtu 6. 9. 1623 – 23. 9. 1688 Vídeň | 11. 8. 1680: Maxmilián z Thun-Hohensteinu (č. 3)        |                                                           | Narodily se jí následující děti: - 1. Marie Magdalena Antonie (1684–1744), jeptiška v Salzburgu - 2. Jan František Josef (1686–1720), pokračovatel rodu |
| 3.     | 3.        | Maxmilián z Thun-Hohensteinu        | 19. 8. 1638            | Jan Zikmund z Thun-Hohensteinu 20. 9. 1594 – 29. 6. 1646 Děčín         | 24. 2. 1664: Marie Františka Emerencie z Lodronu (č. 1) |                                                           | Diplomat a vyslanec císaře, císařský komorník a tajný rada, knížecí arcibiskupský dvorní maršálek v Salzburgu, rytíř Řádu zlatého rouna (1696). Majitel fideikomisu Děčín a Klášterec nad Ohří (od 1694), ke kterému patřil i Felixburk, Pětipsy s Minickou tvrzí, Žehušice, Drahunice, Markvartice a Benešov nad Ploučnicí. Měl 13 (16) dětí, z nichž sedm zemřelo mladých. |
| 3.     | 3.        | Maxmilián z Thun-Hohensteinu        | 7. 8. 1701             | Markéta Anna z Oettingen-Baldernu † 19. 6. 1684 Praha                  | 11. 8. 1680: Marie Maxmiliána z Liechtensteinu (č. 2)   |                                                           | Diplomat a vyslanec císaře, císařský komorník a tajný rada, knížecí arcibiskupský dvorní maršálek v Salzburgu, rytíř Řádu zlatého rouna (1696). Majitel fideikomisu Děčín a Klášterec nad Ohří (od 1694), ke kterému patřil i Felixburk, Pětipsy s Minickou tvrzí, Žehušice, Drahunice, Markvartice a Benešov nad Ploučnicí. Měl 13 (16) dětí, z nichž sedm zemřelo mladých. |
| 3.     | 3.        | Maxmilián z Thun-Hohensteinu        | 7. 8. 1701             | Markéta Anna z Oettingen-Baldernu † 19. 6. 1684 Praha                  | 21. 11. 1688: Marie Adelheid z Preysingu (č. 4)         |                                                           | Diplomat a vyslanec císaře, císařský komorník a tajný rada, knížecí arcibiskupský dvorní maršálek v Salzburgu, rytíř Řádu zlatého rouna (1696). Majitel fideikomisu Děčín a Klášterec nad Ohří (od 1694), ke kterému patřil i Felixburk, Pětipsy s Minickou tvrzí, Žehušice, Drahunice, Markvartice a Benešov nad Ploučnicí. Měl 13 (16) dětí, z nichž sedm zemřelo mladých. |
| 4.     | (3.)      | Marie Adelheid z Preysingu          |                        |                                                                        | 21. 11. 1688: Maxmilián z Thun-Hohensteinu (č. 3)       | Pohřbena 11. 6. 1748 v hraběcí hrobce v Loretánské kapli. | Manžela přežila. Narodily se jí následující děti: - 1. Jan Arnošt Josef (1694–1717) - 2. Alžběta Arnoštka (1699–?) |
| 4.     | (3.)      | Marie Adelheid z Preysingu          | 1748                   |                                                                        | 21. 11. 1688: Maxmilián z Thun-Hohensteinu (č. 3)       | Pohřbena 11. 6. 1748 v hraběcí hrobce v Loretánské kapli. | Manžela přežila. Narodily se jí následující děti: - 1. Jan Arnošt Josef (1694–1717) - 2. Alžběta Arnoštka (1699–?) |